# SV NOK
Sportvereniging NOK is een Nederlandse omnisportclub uit Oudemirdum in de Friese gemeente De Friese Meren, waar voetbal, tennis, volleybal en gymnastiek wordt gespeeld binnen de respectievelijke bondscompetities.
De SV NOK (Nijemirdum Oudemirdum Kombinatie) werd opgericht op 1 februari 1973 toen de afzonderlijke afdelingen volleybal, voetbal en gymnastiek samen op gingen in één sportvereniging. De vereniging heeft een regionale functie en veel leden komen uit dorpen uit de omgeving.